# Brick-Lane-Moschee

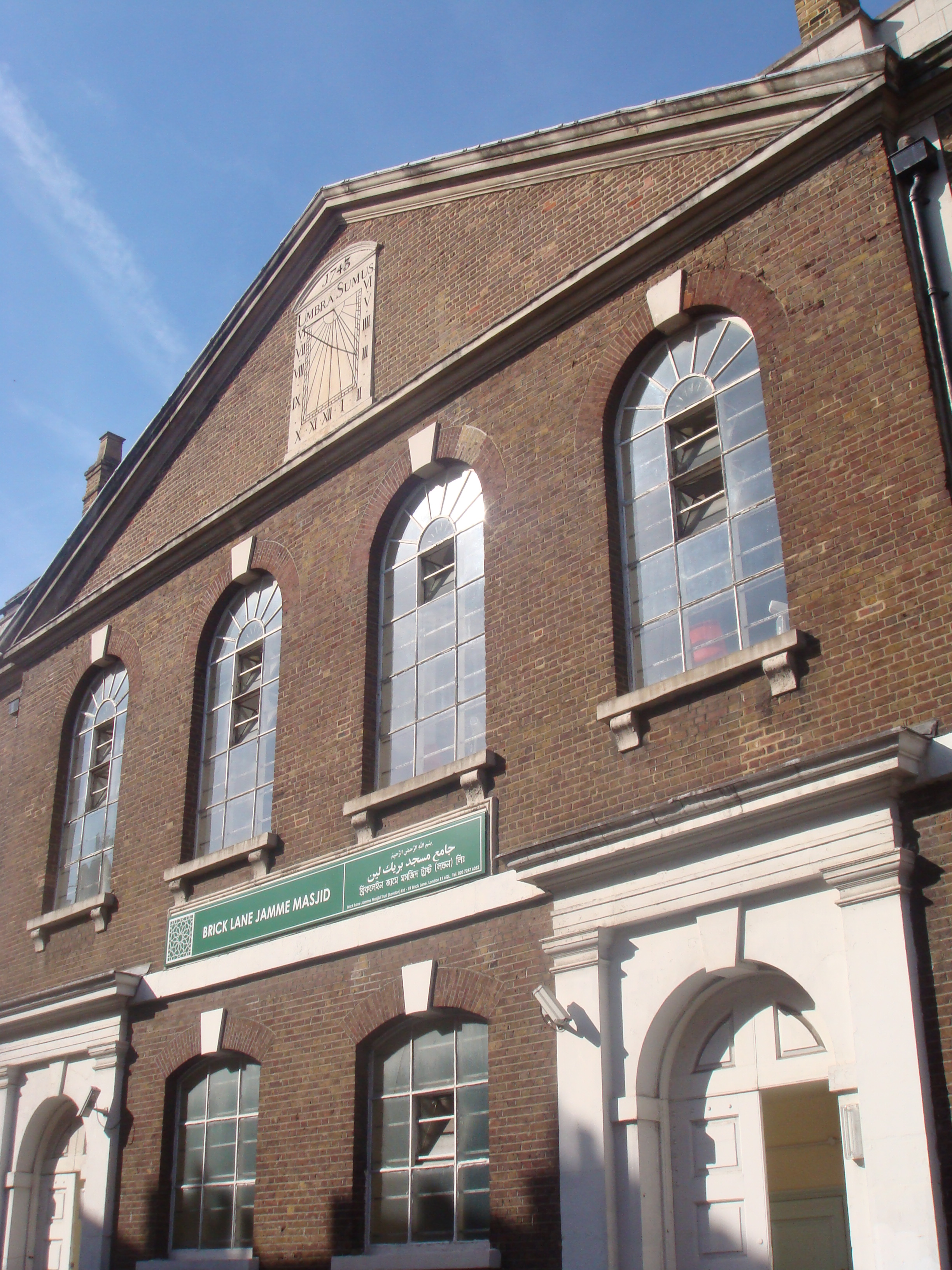
Die Brick-Lane-Moschee – zunächst als Kirche, später als Synagoge und heute als Moschee verwendet – reflektiert den demographischen Wandel des Stadtteils

Brick Lane Jamme Masjid (Bengali: ব্রিক লেন জামে মসজিদ „Brick Lane Great Mosque“), zuvor bekannt unter dem Namen London Jamme Masjid (লন্ডন জামে মসজিদ „London Great Mosque“), ist eine Moschee in 59 Brick Lane an der Ecke Brick Lane und Fournier Street im Stadtteil Spitalfields im Londoner East End, England. Sie dient der größten Gemeinde von Muslimen aus Bangladesch in Großbritannien. Das Gebäude, das im 18. Jahrhundert errichtet wurde und bereits verschiedenen Religionsgemeinschaften diente, zählt zu den ältesten erhaltenen Gebäuden im East End und steht unter Denkmalschutz (Grade II).

## Geschichte
1743 erbauten aus Frankreich eingewanderte Hugenotten an der Ecke Brick Lane und Fournier Street die Neuve Eglise, eine protestantische Kirche, und nutzten sie über sechs Jahrzehnte als Gotteshaus. 1809 machten Missionare der London Society for Promoting Christianity Amongst the Jews unter ihrem Gründer, dem Konvertiten Joseph Frey, das Gebäude als The Jews’ Chapel zum Zentrum der Missionierung der wachsenden jüdischen Bevölkerung. Ab 1819 war es Kirche der methodistischen Gemeinde. Ende des 19. Jahrhunderts diente die Kirche wiederum der Missionierung der zahlreichen vor den Pogromen im zaristischen Russland geflohenen Juden.
1897 machte die litauische orthodoxe jüdische Gruppe Mahzikei Hadas (Festiger des Glaubens) das Gotteshaus zur Synagoge namens Machzikei HaDath. Es erfolgten verschiedene Umbauten, etwa an der Galerie, um den Innenraum für jüdische Zeremonien nutzbar zu machen. Unter dem Dach der ehemaligen Kirche wurde eine Thora-Schule eingerichtet. Als die Zahl der Juden im Stadtteil sank, u. a. durch deren Abwanderung in den Londoner Norden, wurde die Synagoge in den 1960er Jahren geschlossen.
Durch die wachsende Zahl der Muslime aus Indien und Bangladesch im Stadtteil machte man das Gotteshaus ab 1976 unter dem Namen London Jamme Masjid zur Moschee. Umbauarbeiten in den nun folgenden zehn Jahren machten den Innenraum zu einem zweistöckigen Gebetsraum.
Das Gebäude steht seit 1950 unter Denkmalschutz (Grade II* listed).